# David Campbell (calciatore)
David Campbell (Eglinton, 2 giugno 1965) è un ex calciatore nordirlandese, di ruolo centrocampista.

## Palmarès

### Club

#### Competizioni nazionali
- Torneo del centenario della Football League: 1

Nottingham Forest: 1988